# Arthur M. Huddell (Schiff)
Die Arthur M. Huddell ist ein Liberty-Frachter, der im Zweiten Weltkrieg in den USA gebaut wurde. Das Schiff war benannt nach Arthur M. Huddell (1869–1931), dem ehemaligen Präsidenten der International Union of Operating Engineers. Es liegt heute als Museumsschiff Hellas Liberty im westlichen Fährhafen von Piräus und kann dort besichtigt werden. Es diente im Zweiten Weltkrieg während der Operation PLUTO dem Transport von Rohrleitungen.

## Kriegszeiten
Während des Zweiten Weltkriegs transportierte die Arthur M. Huddell im Februar 1944 zunächst Nachschub innerhalb eines Konvois von Jacksonville nach London und kehrte nach Norfolk zurück. Im April 1944 transportierte sie Munition von Charleston nach Oran in Algerien. Nach der Rückkehr in die Vereinigten Staaten wurde das Schiff im Sommer 1944 für den Transport von Rohrleitungen umgebaut und transportierte nun Rohrleitungen zum Bau einer unterseeischen Pipeline von England nach Frankreich. Sie übernahm die erste und letzte Lieferung von jeweils 70 Meilen (112,7 km) an Rohrleitungen von New York zum Zielort. Danach transportierte sie Kohle, andere Güter und Passagiere zwischen den USA, Frankreich, Italien und Algerien.

## Nach dem Krieg
Nach dem Krieg wurde sie in Suisun Bay aufgelegt. Sie wurde 1956 von AT&T gechartert und in einen Kabelleger für den Bau der Distant Early Warning Line umgebaut. Danach wurde sie zwischen 1957 und 1964 von der United States Navy in die Reserveflotte übernommen. Danach wurde sie bis 1984 beim Bau des Sound Surveillance System eingesetzt. Nun wurde sie am James River aufgelegt und als Schiff ohne eigenen Antrieb eingestuft und diente als Ersatzteillager für die John W. Brown.

## Museumsschiff
2008 wurde die Arthur M. Huddell von dem griechischen Unternehmer Vassilis C. Constantakopoulos erworben. Zunächst wurde sie in Norfolk auf ihre Seetüchtigkeit überprüft, bevor sie von dem polnischen Schlepper Posidon nach Piräus geschleppt wurde. Sie wurde in einer Werft in Perama restauriert und das fehlende Ruder durch ein neues ersetzt. Als Ersatz für die fehlende Schraube schenkte die US-Regierung der griechischen Regierung einen Propeller eines Victory-Schiffs. Seit Juni 2010 liegt sie als Hellas Liberty im westlichen Fährhafen von Piräus und kann besichtigt werden. Sie beherbergt das Hellas Liberty Museum.